# Mercat de Pere Garau
El mercat de Pere Garau és un mercat municipal que es troba a Palma al barri del mateix nom. L'edifici va ser projectat el 1934 per l'arquitecte Guillem Forteza Piña i s'inaugurà el 1943. Antigament l'espai va ser utilitzat com a garatge de cotxes funeraris.
L'arquitectura de l'edifici respon a un estil regionalista i consta d'una planta de 937 metres quadrats de superfície. A les façanes destaquen els arquitraus, les arcades i les portes laterals de forja amb dos escuts de la ciutat que, per la seva disposició, semblen indicar l'entrada i la sortida del recinte.
A l'interior del mercat hi ha més de dos-cents llocs de venta que es complementen amb les parades de menjar, plantes i roba que, de dilluns a dissabte, es munten a la plaça del mercat.